# Łukasz Zugaj
Łukasz Zugaj (ur. 27 stycznia 1993 roku w Radomiu) – polski siatkarz, grający na pozycjach rozgrywającego i atakującego. Wielokrotny zawodnik młodzieżowych reprezentacji kraju. Dwukrotny mistrz Polski juniorów z Czarnymi Radom. Absolwent Szkoły Mistrzostwa Sportowego w Spale.
Piłkę siatkową rozpoczął trenować w Czarnych. W 2009 roku z drużyną wywalczył srebrny medal mistrzostw Polski kadetów. Następnie 2 razy z rzędu zdobył tytuł mistrza kraju juniorów (2010, 2011), a w sezonie 2011/12 zajął 2. miejsce.
W 2012 roku przeszedł do Skry Bełchatów. Najczęściej występował w zespole grającym w Młodej Lidze, ale udało mu się również zadebiutować w rozgrywkach PlusLigi. Znalazł się także w kadrze Skry na mecz z Tomisem Konstanca w Lidze Mistrzów.
Od sezonu 2020/2021 występuje w drużynie UKS Sparta Grodzisk Mazowiecki.

## Sukcesy klubowe
Mistrzostwa Polski Kadetów:
- 2009

XV Ogólnopolska Olimpiada Młodzieży:
- 2010

Mistrzostwa Polski Juniorów:
- 2010, 2011
- 2012

## Sukcesy reprezentacyjne
Turniej EEVZA Kadetów:
- 2009